# Estafadora (Akudama Drive)
Estafadora (詐欺師 Sagi-shi?), también conocida como Persona Ordinaria (一般人 Ippanjinī?), es una personaje de ficción y la protagonista de la serie de anime Akudama Drive de Pierrot. Es una joven que trabaja en la oficina de Kansai que accidentalmente se convierte en criminal al encontrarse con el mensajero de Akudama. Después de salvar lo que pensó que era un gato negro, la niña finge ser una criminal llamada "Estafadora" para evitar ser asesinada por los otros Akudama. Como resultado de esto, Estafadora es el objetivo de la justicia y, a menudo, escapa de los policías conocidos como Ejecutivos. Finalmente, Estafadora acepta su transformación en Akudama para proteger a dos niños conocidos como Hermano y Hermana, a quienes los Ejecutivos de Kansai desean secuestrar. El personaje también ha aparecido en la adaptación de manga de la serie. Su seiyū en japonés es interpretada por Tomoyo Kurosawa, en la versión en inglés fue interpretada por Macy Anne Johnson y en el doblaje en español latinoamericano es interpretada por Carolina Ayala.
En la creación de la serie, el escritor Kazutaka Kodaka tenía diferentes planes para el personaje, imaginándolo como un personaje misterioso que sería igual a Akudama, pero que también se destaca. Sin embargo, después de múltiples discusiones con el director Tomohisa Taguchi, Estafadora fue reescrita para ser un personaje más común que podría parecer un sustituto de la audiencia pero aun así compartir su papel como desempeña. El personaje fue adaptado por Cindy Yamauchi, quien tuvo como objetivo darle a Estafadora primero un diseño inocente y luego la transformó en una personalidad más madura para simbolizar el arco de su personaje.
Estafadora fue originalmente objeto de una recepción mixta por parte de los críticos de anime y manga debido a que cómicamente se convierte en miembro del elenco principal por accidente, pero aún no tiene motivos para quedarse con ellos, lo que hace que su caracterización parezca forzada y débil. Sin embargo, la adopción de Estafadora de su vida criminal fue objeto de una recepción más positiva por volverse más fuerte, ya que desea proteger a dos niños sin importar el costo. La voz de Kurosawa actuando como Estafadora también fue elogiada por el personal a cargo de hacer la serie.

## Creación
El personaje de Estafadora se revisó a partir de la visión original de Kazutaka Kodaka, ya que quería mostrar un personaje que no encajaba en los Akudama, pero Tomohisa Taguchi lo revisó para su propia versión del protagonista: "Primero pensé en la trama, tenía preparada muchos trucos para ella y ella no era un personaje tan directo como lo es en la versión final. Entre eso, quería incluir a una persona común que se mezclaría en la alineación de todos los demás Akudama. En ese sentido, quería crear un personaje que fuera como un fósforo, o un personaje que los fanáticos pudieran usar como punto de referencia para ver la anormalidad de los otros Akudama. Me imaginé un personaje muy común que luego tendría diferentes trucos". Esperaba volver a utilizar este tipo de personaje en otro tipo de obras y cuando estaba pensando en Estafadora, en lugar de tenerla de pie bajo los reflectores, Kodaka quería que los espectadores se sintieran sorprendidos. Como resultado, quería que se desarrollara más misterio y suspenso en su personaje.
Como resultado, Kodaka considera a Estafadora como una joven que sorprendería a la audiencia. Aunque Kodaka estuvo de acuerdo en que al diseñador de personajes Rui Komatsuzaki no le importa que sus trabajos compartan similitudes, el equipo quería que cada uno de ellos se destacara de la misma manera que se destacan los protagonistas de Danganronpa. A pesar de su inocencia, con una mentalidad de castigo social, después de las acciones de Estafadora a lo largo de la narrativa y sumió a la sociedad en el caos, Kodaka cree que podría haber superado el potencial de permanecer en prisión durante un siglo si alguna vez hubiera sobrevivido en lugar de haber sido objeto de una ejecución pública. Según Kodaka, el centro de atención de la serie es Estafadora, pero no es que todo vaya desde su punto de vista y más que la protagonista de la serie, el elenco de es un drama coral. Kodaka se sorprendió por la dirección de la escena de la muerte de Estafadora debido al impacto que genera en la narrativa cuando se trata del tema principal de la serie con respecto a qué es la justicia y la ley, ya que su muerte hace que los civiles y los Ejecutivos cuestionen la ley, lo que resultó en el caos de Kansai.
Al productor le preocupaba que la serie promoviera el "mal" y se le ocurrió la idea de que todos los personajes murieran de una manera "genial", similar a Reservoir Dogs de Quentin Tarantino. Al día siguiente del final de la serie, Taguchi notó que Estafadora se convirtió en una tendencia y Yamauchi elogió su papel en la serie.

### Diseño
Komatsuzaki creó el diseño de Estafadora. Cuando se le preguntó acerca de sus similitudes con Hermano, Hermana y Matón, Kodaka afirmó que si bien es común encontrar similitudes visuales en los diseños dentro del elenco, Komatsuzaki creó el personaje para que se destaque entre los demás personajes.
Cindy Yamauchi adaptó el trabajo de Komatsuzaki para el anime. La artista afirma que encontró a Estafadora como el personaje más difícil de dibujar, ya que tenía que encajar tanto en la idea de ser protagonista como inocente. Originalmente, Estafadora fue diseñada con la idea de lucir bella e inocente, mientras que a su ropa se le añadió una bolsa que pretendía ocultar objetos comunes y armas. Yamauchi revisó el diseño de Estafadora y Hermana para la segunda mitad de la serie, dándoles una sensación más adulta basada en el videojuego Detroit: Become Human.

### Casting
Tomoyo Kurosawa da voz al personaje en japonés. Cuando Taguchi escuchó la cinta de audición de Kurosawa para el personaje, pensó que ella era adecuada para el papel. Kurosawa sintió que su personaje se volvió más activo en la narrativa durante el tercer episodio a medida que se vuelve más prominente en la mayoría de las escenas. En el siguiente episodio, Kurosawa afirmó que sintió el coraje de terminar el diálogo ya que se inspiró en el guion. Para el final, Kurosawa dijo que estaba contenta con su trabajo y quería que la audiencia esperara con ansias el papel de Estafadora en la historia.
Macy Anne Johnson da voz al personaje en inglés. Dado que el protagonista de la serie no es un Akudama real, Johnson sintió que ese papel era "súper divertido" ya que tenía que actuar como una criminal. En el doblaje en español latinoamericano, su voz fue interpretada por la mexicana Carolina Ayala.

## Apariciones
Akudama Drive presenta al personaje como Ciudadana Ordinaria, una joven adulta que trabaja para la ciudad de Kansai. Mientras los criminales conocidos como Akudama aterrorizan a Kansai, una ciudadana común se ve arrastrada al peligro cuando sus buenas intenciones la desvían después de un encuentro con Mensajero. Los dos conocen a Luchador, Doctora, Hacker y Matón. La ciudadana común termina ayudando a Mensajero a destruir un dron tanque. Juntos, rescatan a Asesino de ser ejecutado, quien luego les coloca collares explosivos a todos. Después de esto, se revela que un gato negro que Estafadora rescató anteriormente es el autor intelectual detrás de reunir a Akudama. Black Cat informa al Akudama que los ha reunido para atacar el Shinkansen y robar una bóveda de su carro delantero. El Maestro y Estudiante de la División de Ejecución, dos miembros de una fuerza policial, están especializados para tratar de capturar a los criminales. Una vez que finalmente llegaron al último vagón, Black Cat se desintegra en cenizas, dejando un sello especial requerido para abrir la bóveda. Después de abrir la bóveda, Akudama encuentra a dos niños adentro y se revela que el niño es el que controla a Black Cat y el orquestador de la misión. Los dos niños se revelan como los autores intelectuales detrás de Black Cat y le piden a Akudama otra misión: regresar a Kansai, prometiendo duplicar la cantidad de dinero que prometieron.
En el caos que siguió, Hermano obliga a Estafadora y Hermana a abordar el cohete para protegerlos y él se queda atrás cuando se lanza el cohete. Estafadora y Hermana escapan del cohete después de un aterrizaje forzoso y regresan a Kansai. Estafadora es reconocido como un Akudama y escapa con Hermana. Después de llegar a una planta de basura aparentemente abandonada, Estafadora y Hermana, los matones los encuentran a las dos y pretenden violarlas. La estafadora puede defenderse con tiempo suficiente para ser salvado por Mensajero. Más tarde le da a la hermana una bolsa que el hermano quería devolverle. Cuando se le pide que luche junto a ella para reunir a los hermanos, Mensajero se alía con Estafadora. Cuando se dirigen al cuartel general de los Ejecutivos, se enfrentan a Asesino, quien revela que ha estado esperando la oportunidad adecuada para matar a Estafadora. Después de una larga persecución, Estafadora finalmente mata a Asesino. Debido a que tiene una pierna rota, Estafadora le pide a Mensajero su última voluntad de llevar al hermano y la hermana a un área segura, devolviendo los 500 yenes como precio. Este acepta y al llevarse a los niños, Estafadora intenta confundir a los Ejecutivos hasta que la terminan acribillándola. Mensajero es acorralado por más Ejecutivos, pero la protesta de la gente contra el asesinato de Estafadora le permite escapar con los niños.

## Recepción

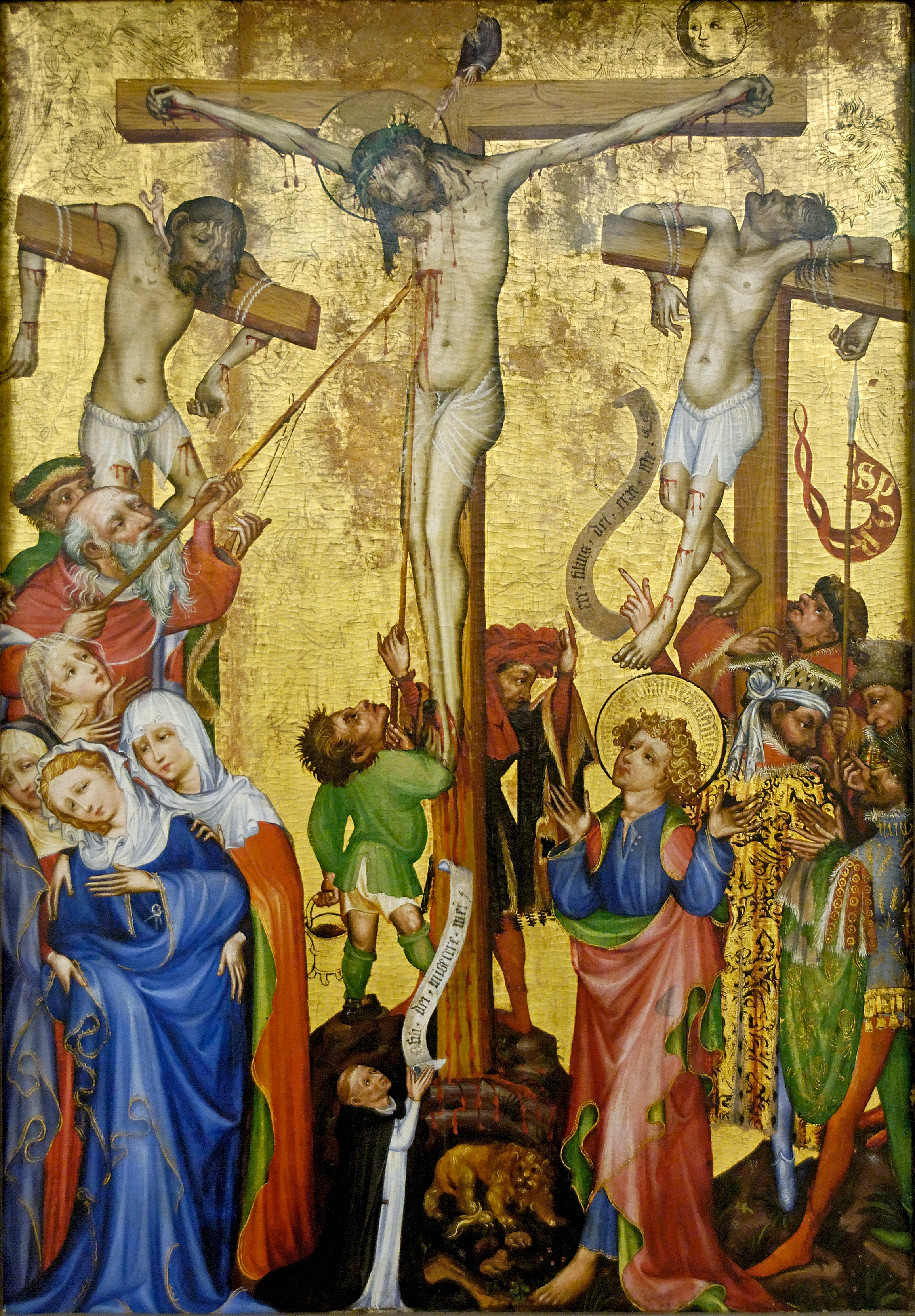
El destino de la personaje ha sido comparado con la crucifixión de Jesucristo.

La respuesta crítica inicial a Estafadora ha sido mixta. En el estreno de la serie, Anime Feminist estaba preocupada por la aparente mala representación de los personajes femeninos que citaban la personalidad débil de Estafadora. Otaku USA sintió la inclusión de Estafadora dentro de los Akudama como una forma de comedia negra debido a su inocencia y cómo se ve obligada a lidiar con situaciones que amenazan la vida como resultado de solo querer devolver el dinero perdido de Mensajero. Por otro lado, Fandom Post sintió que su existencia en la narrativa era extraña, ya que es demasiado normal a pesar de estar accidentalmente aliada con Akudama hasta el punto de que podría ser una "pista falsa". Aunque la escritora criticó cómo Estafadora se ha apegado a este tipo de situaciones y su confianza en Mensajero a pesar de que ambos interactuaron brevemente, algo que la escritora sintió que la narrativa necesitaba para desarrollar el elenco, su vínculo con el hermano y la hermana la hizo más atractiva llamándola la "voz de la razón" del grupo con el antagonismo de la Doctora hacia ella haciéndola más atractiva, así como la obsesión de Asesino con ella. Anime News Network declaró que los Akudama están "todos en condiciones relativamente equivalentes, incluso el estafador agresivamente normal es bienvenido en sus filas absurdamente poderosas". Richard Eisbens de Biggest in Japan la encontró intrigante debido a la forma en que interactúa con el resto del elenco a pesar de que su nombre en clave le da la idea de una persona común, lo que lleva a la conspiración, ya sea que falte o no algo que revelar en la narrativa, especialmente en base a la escritura previamente hecha por el personal de la serie.
A partir del octavo episodio de la serie, los escritores notaron un cambio importante en la personalidad de Estafadora simbolizado por su cambio de ropa y peinado, ya que se vio obligada a convertirse en una Akudama debido a sus aventuras con los criminales reales. Fandom Post quedó impresionado de cómo en realidad se convierte en una persona más violenta en el proceso debido a cómo mata a dos criminales que querían que ella y Hermana fueran sus esclavas sexuales para proteger a su protegida, generando un gran contraste con la persona inocente original del personaje. Tanto Anime News Network como Anime Feminist disfrutaron no solo del desarrollo sino también del rediseño por no hacerla más atractiva sexualmente, pero criticaron su escena cercana a la violación que encontró demasiado oscura. Su eventual confrontación con Asesino también fue objeto de elogios debido a cómo Estafadora ha abrazado sus pecados y asesinado a uno de los personajes más peligrosos de la serie en una espantosa batalla.
La muerte del personaje en el final también fue bien recibida por el impacto causado cuando interactúa con los Ejecutores mientras fuerza su propia muerte para que Mensajero transporte a Hermano y Hermana a un lugar seguro mientras usa la escena de su muerte como algo que hacen los ciudadanos de Kansai, mientras que unos a otros se preguntan qué es exactamente un criminal que causa caos en toda la ciudad. Anime Feminist hizo un artículo centrado en los principales arcos de personajes que involucran a Estafadora y Estudiante, ya que los dos personajes tienen problemas morales con la forma en que se trata a los ciudadanos en Kansai y el primero se vuelve más activo a lo largo de sus apariciones. La escena de la muerte del personaje fue elogiada por la entrega y a menudo, comparada con la religión cristiana. Syfy encontró temas profundos en la escena de la muerte de Estafadora que causa una sangre en forma de crucifijo y el hecho de que la serie se emitiera en Nochebuena implicaba más comentarios. Mientras tanto, Anime News Network descubrió que los escritores desarrollaron adecuadamente su personaje, señalando no solo su escena de muerte sino también cómo el video de apertura del anime y otra escena del final muestran varios cambios en su apariencia y expresiones faciales. Al igual que Syfy, Anime News Network notó las similitudes entre las muertes de la estafadora y del mismo Jesucristo. Bubble Bubbler estuvo de acuerdo con respecto a las notas cristianas relacionadas con la muerte de Estafadora y señaló que a pesar de ser el personaje desarrollado más notable en la serie, ha tenido un efecto importante en Mensajero pero sutil como en el final, Mensajero lleva su legado de proteger a los niños en escenas poderosas, antes de devolver el dinero que Estafadora le dio a su hermano y hermana para protegerlos de los enemigos antes de su muerte inminente.
Renta hizo una encuesta de popularidad que terminó con Estafadora ocupando el cuarto lugar. El personaje también es una ilustración de colaboración entre Akudama Drive y los personajes de Danganronpa, ya que ambas series involucran a los mismos artistas. Tomoyo Kurosawa fue elogiada por los miembros del personal por su trabajo como Estafadora. El seiyū de Mensajero, Yūichirō Umehara, disfrutó el trabajo de Kurosawa basado en cómo ella interpreta a un tipo diferente de Akudama basado en su inocencia. Umehara, en particular, disfrutó del episodio en el que Asesino intenta matar a Estafadora, ya que pudo grabarlo con Kurosawa, cuyo trabajo lo impresionó mucho al darle la idea de una película de terror.